# 北下庄乡
北下庄乡，是中华人民共和国山西省阳泉市盂县下辖的一个乡镇级行政单位。

## 行政区划
北下庄乡下辖以下地区：
东坡头村、石旧都村、郑家沟村、围沟村、北下庄村、下榆林铺村、上榆林铺村、张家山村、老石神村、西井村、王家庄村、后川村、尧子门村、东麻河驿村、西麻河驿村、箭河村、东木口村、洞沟村、獐儿坪村、崔家庄村、香草坪村、西关头村和东关头村。